# ريد جونز (لاعب كرة قاعدة أمريكي)
ريد جونز (بالإنجليزية: Red Jones)‏ هو لاعب كرة قاعدة أمريكي، ولد في 16 أبريل 1905 في تشارلوت في الولايات المتحدة، وتوفي في 19 مارس 1987 في ميامي في الولايات المتحدة.